# Gôndola

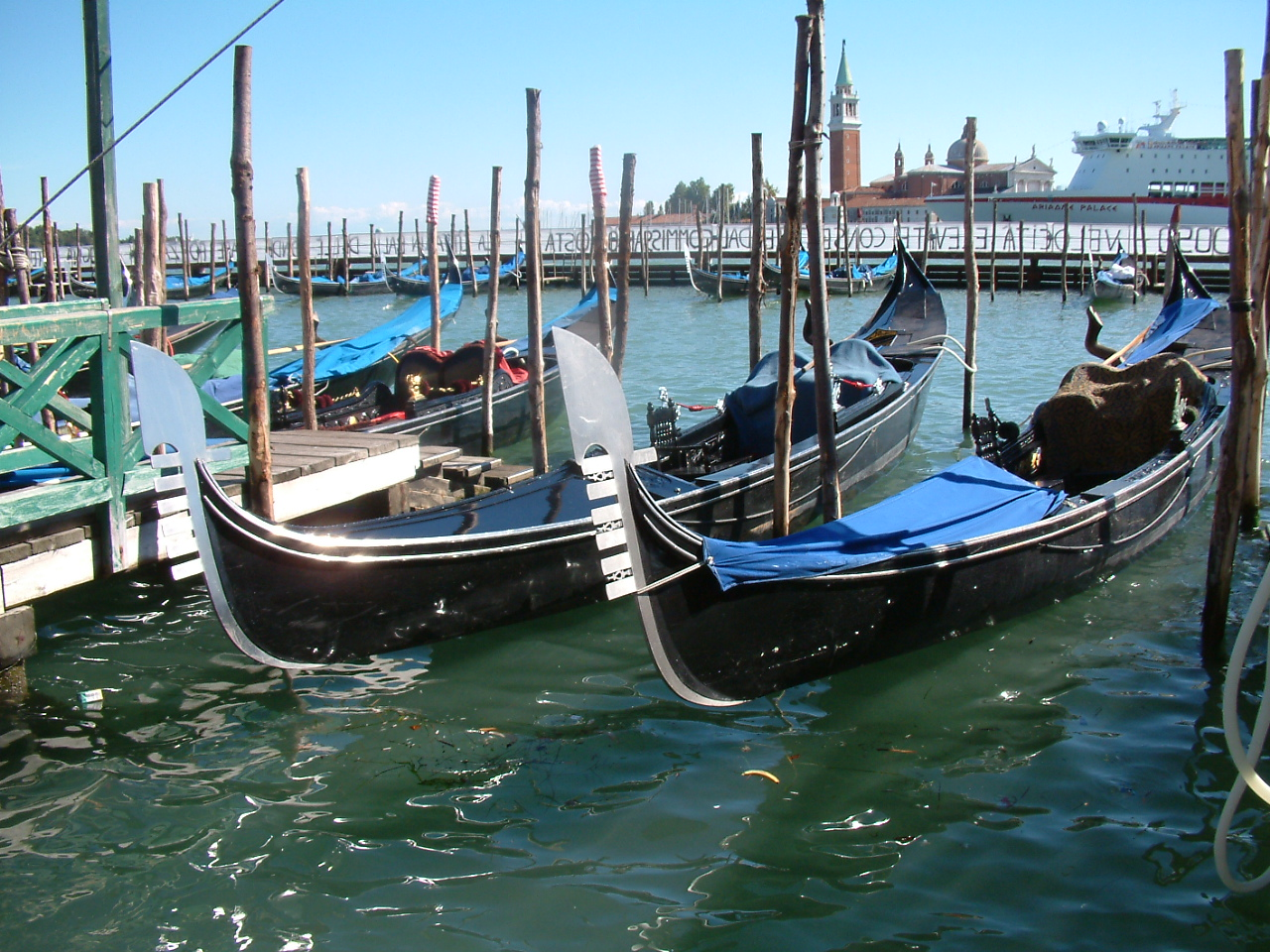
Gôndolas em Veneza.

A gôndola é uma embarcação típica da Lagoa de Veneza, na Itália. Pelas suas características de manobrabilidade e velocidade, foi, até a chegada dos meios motorizados, a embarcação veneziana mais adaptada ao transporte de pessoas. Em uma cidade como Veneza, os canais foram sempre mais utilizados como via de transporte. Atualmente é usada sobretudo para passeios turísticos.
A gôndola é considerada uma das formas de encontro mais românticos de Veneza.
Em 2010 existiam 426 gondoleiros, dos quais um era mulher
As gôndolas de Veneza são conhecidas mundialmente como um símbolo emblemático da cidade. Sua história remonta ao século XI, quando eram utilizadas para transporte e comércio ao longo dos canais venezianos. Com o passar dos séculos, as gôndolas passaram a ser associadas à elegância e ao charme da cidade, tornando-se uma parte integrante da cultura veneziana.
No século XVI, as gôndolas evoluíram para a forma alongada que conhecemos hoje, com uma proa ornamentada e um casco assimétrico que facilita a navegação nos canais estreitos. Essa forma distintiva permitiu que as gôndolas se movessem com agilidade pelos canais sinuosos, tornando-se uma forma eficiente de transporte para os habitantes de Veneza.
Além disso, as gôndolas possuem detalhes decorativos, como o ferro da proa, conhecido como "fèrro," que serve tanto para equilíbrio quanto para simbolismo. O fèrro geralmente tem seis dentes, representando os seis distritos de Veneza, e um dente voltado para cima, simbolizando a Ilha de Giudecca.
Os gondoleiros, responsáveis por pilotar as gôndolas, também desempenham um papel importante na tradição. Eles são conhecidos por seus trajes típicos, compostos por camisetas listradas, chapéus de palha e faixas vermelhas. 